# جنوب المطلاع
مدينة المطلاع هي مدينة جديدة مخطط لها شمال الكويت. الدين ة جزء من مشروع الكويت الجديد. عند الانتهاء من البناء، من المتوقع أن تتعامل المدينة مع أكثر من 400,000 من السكان. وهو أكبر مشروع سكني في كل الكويت مع 28363 وحدة. يبلغ إجمالي حجم البناء في المدينة أكثر من 120 كم. يقع موقع المدينة على بعد 15 كم من الجهراء وعلى بعد 40 كم من مدينة الكويت.
المشروع هو جزء من طريق الحرير والحزام في الصين.

## عقد المشروع
وافقت الكويت على توقيع عقد بقيمة مليار دولار للبدء في بناء مدينة المشروع في غضون أسبوعين مع تشكيل شراكة جديدة مع شركة ساليني إمبريجيلو الإيطالية وشركة ليماك للإنشاءات التركية. ولكن على الرغم من أن الكويت واحدة من أغنى الدول في العالم ، إلا أن البلاد تعاني من نقص الديون السكنية. يغطي العقد على الجانب الآخر الطرق الجديدة التي سيتم بناؤها في المدينة وسيتم تمويلها من قبل حكومة الكويت من احتياطياتها الخاصة الوحيدة.

## الخطة الرئيسية للمشروع
ومن المقرر أن تضم المدينة أيضا العديد من الأماكن العامة الخضراء المستدامة مع نوافير المياه والقنوات والمسابح لتبريد الهواء تحت أشجار النخيل وبساتين الأكاسيا والأوكالبتوس والدفلى. وستشمل المدينة ساحة حضرية كبيرة للمشاة لزيادة راحة المشاة. ستحتوي المدينة على العديد من المتنزهات بما في ذلك الحديقة المركزية ومنطقة الجامعة الكبيرة بما في ذلك المستشفيات/الجامعات الصحية.
حجم إجمالي مساحة البناء 120 كم. تبلغ مساحة المدينة 10,272 هكتار ومساحة الوحدة 400 متر مربع.

### تصميم المدينة
وستضم مدينة المطلة الجنوبية 12 ضاحية تضم 3 أحياء سكنية ومكاتب ومناطق أعمال ومناطق جامعية ومناطق ثقافية ومراكز تسوق ومراكز رياضية و 156 مدرسة و 179 مسجدا و 12 مركزا للشرطة و 12 فرعا للغاز و 12 مركزا للشباب و 99 متنزها عاما ورئيسيا و 12 مركزا ضاحيا و 12 مركزا للإسعاف و 48 متجرا تعاونيا و 12 مركزا صحيا و 12 مركزا حكوميا. تم إصدار فيديو لإظهار تسليم التصميم العام للمدينة.

## الخدمات
- شبكة مميز للمياه و أخرى للصرف الصحي.
- شبكة للهواتف و أخرى للكهرباء.
- توزيعات مميزة لطرق أكبر و أكثر اتساعا.
- حوالي 158 مدرسة بمختلف المراحل التعليمية.
- 12 مركز تجاري و 170 مسجد فضلا عن 12 مركز صحي ، و كذلك 4 مراكز للإطفاء و 12 مخفر للشرطة .